# فرانز دبليو سيدلر
فرانز دبليو سيدلر (بالألمانية: Franz W. Seidler )‏ (و. 1933  م) هو مؤلف، ومؤرخ، وأستاذ جامعي ألماني.

## التعليم
تعلم في جامعة كامبريدج، وجامعة باريس، وجامعة لودفيغ ماكسيميليان في ميونخ.

## جوائز
حصل على جوائز منها:
- جائزة المنافسة العامة  [لغات أخرى]‏ (1946)
- قائد الفنون والآداب